# Venda Nova (Montalegre)
Venda Nova ist ein Ort und eine ehemalige Gemeinde (Freguesia) im portugiesischen Kreis Montalegre. Die Gemeinde hatte 262 Einwohner (Stand 30. Juni 2011).
Am 29. September 2013 wurden die Gemeinden Venda Nova und Pondras zur neuen Gemeinde União das Freguesias de Venda Nova e Pondras zusammengeschlossen. Venda Nova ist Sitz dieser neu gebildeten Gemeinde.